# Walter Albath
Bruno Walter Hugo Albath, född 7 december 1904 i Strasburg in Westpreussen (nuvarande Brodnica), död 1996,, var en tysk promoverad jurist, SS-Standartenführer och Regierungsdirektor ("byråchef"). Han anförde bland annat ett mobilt insatskommando i Polen 1939.

## Biografi
Albath studerade rättsvetenskap vid universiteten i Marburg, Kiel och Göttingen. Vid det sistnämnda lärosätet disputerade han 1930 på avhandlingen Der gutgläubige Erwerb von gesetzlichen Pfandrechten an Sachen, die dem Schuldner nicht gehören och promoverades till juris doktor.

### Polen 1939
Den 1 september 1939 anföll Tyskland sin östra granne Polen och andra världskriget inleddes. I kölvattnet på de framryckande tyska trupperna följde särskilda insatsgrupper, Einsatzgruppen, vilka inom ramen för Operation Tannenberg hade i uppgift att eliminera personer som kunde tänkas leda det polska motståndet, till exempel politiska aktivister, intelligentia och reservister. Adolf Hitler hade för avsikt att utplåna Polens härskarklass för att därmed ”hugga huvudet av den polska nationen”. Därtill inledde insatsgrupperna massmordet på polska judar. Albath utsågs i september 1939 till chef för Einsatzkommando 3 inom Einsatzgruppe V. Albaths insatskommando följde efter 3:e armén under befäl av general Georg von Küchler. I september och oktober 1939 opererade insatskommandot i bland annat Morąg och Węgrów.
År 1941 utnämndes Albath till Gestapo-chef i Königsberg och blev som sådan ansvarig för koncentrationslägret Soldau.
Albath försvann kort efter andra världskrigets slut, men greps i februari 1946 av brittisk militärpolis. I oktober 1948 dömdes han till 15 års fängelse för krigsförbrytelser, men redan 1955 frisläpptes han.